# Území závislé na patriarchovi – Jeruzalém
Území závislé na patriarchovi – Jeruzalém je území závislé na patriarchovi melchitské řeckokatolické církve, jde o archieparchii, která je titulárním sídlem patriarchy.

## Historie
V 19. století byl založen patriarchální vikariát Jeruzalém.
Roku 1992 byl vikariát povýšen na patriarchální exarchát Jeruzalém.
Roku 1997 se exarchát stal Územím závislým na patriarchovi.
K roku 2012 mělo: 3 300 věřících, 7 diecézních kněží, 5 řeholních kněží, 2 stálé jáhny, 15 řeholníků, 28 řeholnic a 8 farností.

## Seznam vikářů, exarchů a protosyncelů
- Mélèce Fendé (1838–1846)
- Ambroise Abdo (1860–1864)
- Germanos Mouakkad (1880–1886)
- Eutimio Zulhof, B.S. (1886–1886)
- Dimitrios I. Cadi (1895–1898)
- Paul-Raphaël Abi Mourad (1903–1919)
- Cyrille Riza (1921–1926)
- Gabriel Abou-Saada (1948–1965)
- Mikhayl Assaf (1948–1948)
- Hilarion Capucci, B.A. (1965–1974)
- Grégoire Loutfi Laham, B.S. (1975–2000)
- Mtanios Haddad, B.S. (2001–2006)
- Georges Bakar (2006–2008)
- Joseph Jules Zerey (od 2008–2018)
- Yasser Ayyash (od 2018)